# Pellet

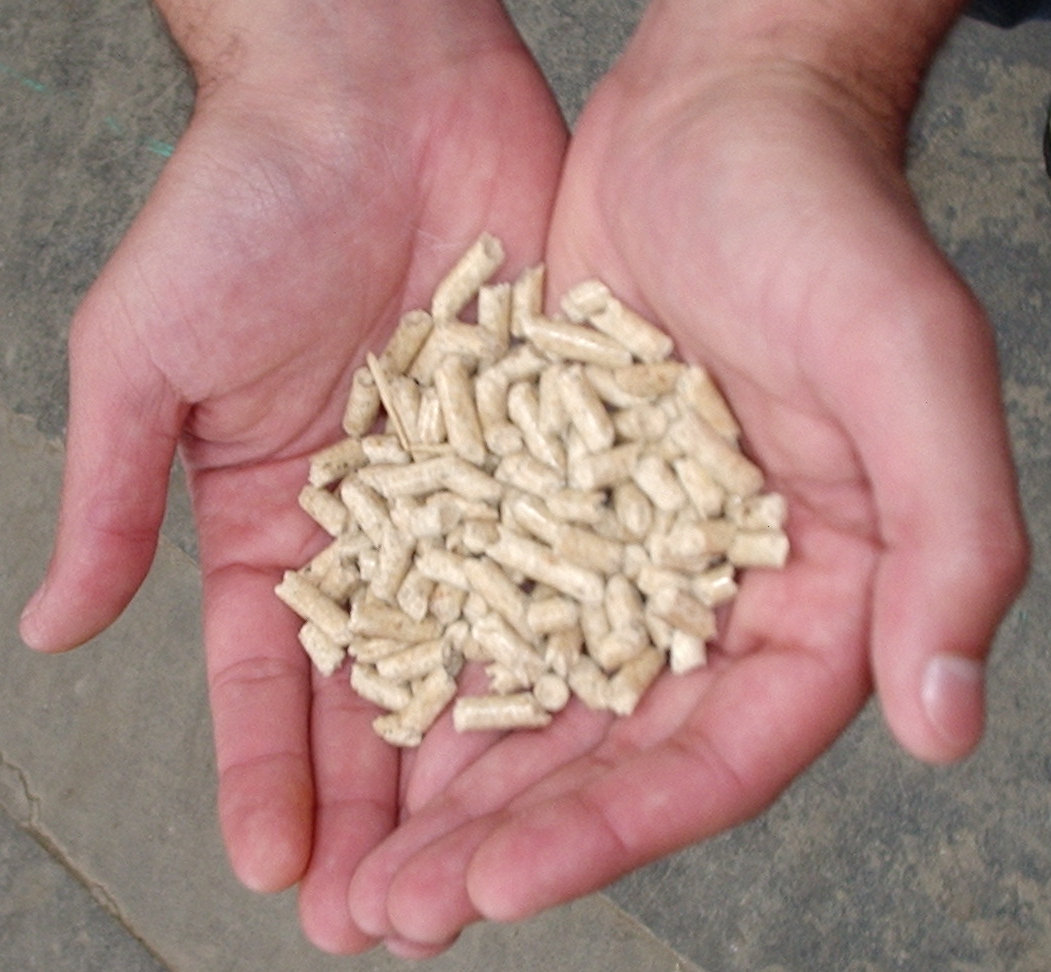
Fapellet

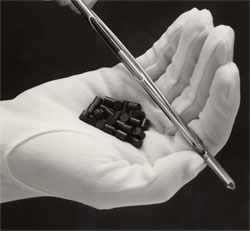
Uránpellet

A pellet olyan nagy nyomáson préselt szálas, rostos anyag, amelyet vagy saját anyaga, vagy belekevert kötőanyag tart össze. A pelletet néhány milliméteres átmérőtől több centiméteres átmérőig terjedő anyagrudak alkotják az alapanyag és a használt pelletálási technológia függvényében. A pellet tiszta üzemanyag, amelynek magas az energiaértéke, könnyű a tárolása és szállítása. Közismert pelletfajta a kisállat-alom.
A cukoriparban pelletnek nevezik a kilúgozott, szárított, majd pelletált répaszeletet, amelyet takarmányként értékesítenek. A vevők kérésére melaszt is bele szoktak keverni.
A porszerű, apró szemcsés vagy szálas anyagok pelletálásának előnye, hogy nagyobb anyagdarabok nyerhetők belőle.
A gyógyszeriparban a pellet ún. felépítéses granulálással készült kompakt, sima felületű, gömbszimmetrikus gyógyszerforma. Számos gyógyszerkészítmény tartalmaz pelleteket kapszulában, de tablettában is.

## A pellet a tüzeléstechnikában
A tüzeléstechnikában egyre inkább elterjed a fapelletek, fabrikettek használata, ahol fűrészport, faaprítékot, vagy faforgácsot préselnek pellet formába, ami így a fűrészpornál könnyebben ég el, ugyanakkor a fánál jóval homogénebb szemcseméretű és emiatt automatizált házi tüzelőrendszerekben a tűzifánál jobban hasznosítható. A fapellet legelterjedtebb mérete a 6 mm-es átmérőjű és 2–5 cm-es hosszúságú.
Az alapanyagok közül a fenntartható erdőgazdálkodásból kikerült fa még alkalmas, de környezetvédelmileg kedvezőbb a faipari hulladék, és mezőgazdasági hulladék feldolgozása. 
A „folyékony fának” nevezett pelletet kb 20–25 évvel ezelőtt fejlesztették ki német nyelvterületen és Skandináviában, más források szerint, már az 1900-as évek első harmadában is alkalmazták ezt az eljárást az amerikai kontinensen.
A fapellet szállításának háromféle lehetséges módja van:
- 15 kg-os zsákokban,
- 1000 kg-os zsákokban, ún. „big bag”-ekben,
- fluid (folyékony) formában.

Nedvesség elleni védelem céljából a műanyag zsákos csomagolás a legmegfelelőbb, egyébként mesterségesen szárítani kellene (fűtött helyen kell tárolni).
Égetése ún. pellet kazánokban lehetséges. Amióta sikerült folyékonnyá tenni a fát a pelletelési eljárás során, azóta nagy különbség nincs a gáz és olajkazánokkal szemben. Mindegyik rendszerben van  üzemanyagtartály, égetőfej és erre a célra kialakított hőcserélő. A tüzelőanyag-továbbítási rendszerük leginkább a carborobot kazánokéhoz hasonlít. A fapellettel üzemelő kazán égőfejét elhagyó láng hőmérséklete 800–1000 °C közötti. A füstgáz hőmérséklete 70–100 °C. A családi házas pellettartály általában 1 m³ fapelletet tud befogadni. Égés után a minőségtől függően 0,5–1 kg salakanyag keletkezik, amely a kazán salaktálcájára jut. A 35 kW-os kazán kb. 4 hét alatt égeti el az 1 m³-es  fapellet csomagot. Így takarítására ritkán kerül sor. E tisztítás kb. 5 percet vehet igénybe.
A pelletfűtés azért környezetbarátabb a fafűtésnél, mert megújuló/újrahasznosított alapanyagot használ. A pellet gyári nedvességtartalma 7-10%, de nedvességre érzékeny, 12% nedvességtartalom felett szétesik. A tüzifához viszonyítva a frissen kivágott fa nedvességtartalma 50-60%, légszáraz tüzifa kb. 12-20%. Ezért hatásfoka jobb a tűzifánál. A szabályozott égés miatt a károsanyag-kibocsátása is alacsonyabb, mivel az égetése során csak annyi CO2 szabadul fel, mint amennyit a növény élete során megkötött.
Fapellet:
- Hőérték: 18.5 MJ/kg = 5.14 kWh/kg
- Hamutartalom: 0.5–1%

Energiafű-pellet:
- Hőérték: 16.5 MJ/kg = 4.58 kWh/kg
- Hamutartalom: 7.5-11%

A leggyakrabban használt anyagok a pellet előállítás során a faforgács és a fűrészpor.

## Pellet falevélből
Egy németországi kisvárosban (Reichenbach) a fákról lehulló levelekből is állítanak már elő levélpelletet. A utcára lehulló faleveleket összesöprik, szárítják, őrlik, majd a hagyományos pelletálási technológiával – a faforgácshoz és fűrészporhoz hasonlóan – összepréselik. Mindez egyelőre kísérleti fázisban van, de az eredmények biztatóak. Egy köbméter levélből 100-120 kilogramm pellet készíthető, amivel 50 liter fűtőolaj váltható ki – a levélpellet tehát egy fenntartható, környezetvédelmi megoldásnak számít.
A levélpellet normál pellet kazánban és -kandallóban is felhasználható, a hagyományos falpellethez hasonlóan. Hatásfoka bár 10%-kal elmarad a fapellethez képest, viszont ezt bőven kompenzálja a tény, hogy alapanyaga nagy mennyiségben rendelkezésre álló hulladék, ami nagyon olcsó.

## Környezetvédelem, emisszió
Az égéstermék szennyezőanyag tartalmára vonatkozó előírások a szilárd tüzelés hatásainak javítását célozzák. A szennyező anyagok mennyiségét és minőségét tartalmazó tájékoztatók találhatók a MKEH honlapján, de az EU-s tájékoztatásokban is. Kivonatosan a por és CO kibocsátás (várhatóan 2020 utáni hatállyal) megengedett értéke:
EU 2015/1189 RENDELETE, szilárd tüzelésű kazánok, indikatív referenciaértékek a 6. cikk alkalmazásában
1. szezonális helyiségfűtési hatásfok: kapcsolt üzemű szilárd tüzelésű kazánok esetében 96%, kondenzációs kazánok esetében 90%, más szilárd tüzelésű kazánok esetében 84%;
2. szezonális helyiségfűtési kibocsátások: c) por: biomasszával működő kazánok esetében 2 mg/m3, fosszilis tüzelőanyaggal működő kazánok esetében 10 mg/m3; d) gáznemű szerves vegyületek: 1 mg/m3; e) szén-monoxid: 6 mg/m3;